# Danh sách loài nhện trong họ Ctenizidae
Đây là danh sách liệt kê các loài nhện trong họ Ctenizidae.

## Bothriocyrtum
Bothriocyrtum Simon, 1891
- Bothriocyrtum californicum (O. P.-Cambridge, 1874)
- Bothriocyrtum fabrile Simon, 1891
- Bothriocyrtum tractabile Saito, 1933

## Conothele
Conothele Thorell, 1878
- Conothele arboricola Pocock, 1899
- Conothele birmanica Thorell, 1887
- Conothele cambridgei Thorell, 1890
- Conothele doleschalli Thorell, 1881
- Conothele ferox Strand, 1913
- Conothele fragaria (Dönitz, 1887)
- Conothele gressitti (Roewer, 1963)
- Conothele hebredisiana Berland, 1938
- Conothele lampra (Chamberlin, 1917)
- Conothele limatior Kulczynski, 1908
- Conothele malayana (Doleschall, 1859)
- Conothele nigriceps Pocock, 1898
- Conothele spinosa Hogg, 1914
- Conothele taiwanensis (Tso, Haupt & Zhu, 2003)
- Conothele trachypus Kulczynski, 1908
- Conothele truncicola Saaristo, 2002
- Conothele vali Siliwal et al., 2009
- Conothele varvarti Siliwal et al., 2009

## Cteniza
Cteniza Latreille, 1829
- Cteniza brevidens (Doleschall, 1871)
- Cteniza ferghanensis Kroneberg, 1875
- Cteniza moggridgei O. P.-Cambridge, 1874
- Cteniza sauvagesi (Rossi, 1788)

## Cyclocosmia
Cyclocosmia Ausserer, 1871
- Cyclocosmia lannaensis Schwendinger, 2005
- Cyclocosmia latusicosta Zhu, Zhang & Zhang, 2006
- Cyclocosmia loricata (C. L. Koch, 1842)
- Cyclocosmia ricketti (Pocock, 1901)
- Cyclocosmia siamensis Schwendinger, 2005
- Cyclocosmia torreya Gertsch & Platnick, 1975
- Cyclocosmia truncata (Hentz, 1841)

## Cyrtocarenum
Cyrtocarenum Ausserer, 1871
- Cyrtocarenum cunicularium (Olivier, 1811)
- Cyrtocarenum grajum (C. L. Koch, 1836)

## Hebestatis
Hebestatis Simon, 1903
- Hebestatis lanthanus Valerio, 1988
- Hebestatis theveneti (Simon, 1891)

## Latouchia
Latouchia Pocock, 1901
- Latouchia batuensis Roewer, 1962
- Latouchia cornuta Song, Qiu & Zheng, 1983
- Latouchia cryptica (Simon, 1897)
- Latouchia cunicularia (Simon, 1886)
- Latouchia davidi (Simon, 1886)
- Latouchia fasciata Strand, 1907
- Latouchia formosensis Kayashima, 1943
  - Latouchia formosensis smithi Tso, Haupt & Zhu, 2003
- Latouchia fossoria Pocock, 1901
- Latouchia hunanensis Xu, Yin & Bao, 2002
- Latouchia hyla Haupt & Shimojana, 2001
- Latouchia japonica Strand, 1910
- Latouchia kitabensis (Charitonov, 1946)
- Latouchia parameleomene Haupt & Shimojana, 2001
- Latouchia pavlovi Schenkel, 1953
- Latouchia swinhoei Pocock, 1901
- Latouchia typica (Kishida, 1913)
- Latouchia vinhiensis Schenkel, 1963

## Stasimopus
Stasimopus Simon, 1892
- Stasimopus artifex Pocock, 1902
- Stasimopus astutus Pocock, 1902
- Stasimopus bimaculatus Purcell, 1903
- Stasimopus brevipalpis Purcell, 1903
- Stasimopus caffrus (C. L. Koch, 1842)
- Stasimopus castaneus Purcell, 1903
- Stasimopus coronatus Hewitt, 1915
- Stasimopus dreyeri Hewitt, 1915
- Stasimopus erythrognathus Purcell, 1903
- Stasimopus fordi Hewitt, 1927
- Stasimopus gigas Hewitt, 1915
- Stasimopus insculptus Pocock, 1901
  - Stasimopus insculptus peddiensis Hewitt, 1917
- Stasimopus kentanicus Purcell, 1903
- Stasimopus kolbei Purcell, 1903
- Stasimopus leipoldti Purcell, 1902
- Stasimopus longipalpis Hewitt, 1917
- Stasimopus mandelai Hendrixson & Bond, 2004
- Stasimopus maraisi Hewitt, 1914
- Stasimopus meyeri (Karsch, 1879)
- Stasimopus minor Hewitt, 1915
- Stasimopus nanus Tucker, 1917
- Stasimopus nigellus Pocock, 1902
- Stasimopus obscurus Purcell, 1908
- Stasimopus oculatus Pocock, 1897
- Stasimopus palpiger Pocock, 1902
- Stasimopus patersonae Hewitt, 1913
- Stasimopus poweri Hewitt, 1915
- Stasimopus purcelli Tucker, 1917
- Stasimopus quadratimaculatus Purcell, 1903
- Stasimopus qumbu Hewitt, 1913
- Stasimopus robertsi Hewitt, 1910
- Stasimopus rufidens (Ausserer, 1871)
- Stasimopus schoenlandi Pocock, 1900
- Stasimopus schreineri Purcell, 1903
- Stasimopus schultzei Purcell, 1908
- Stasimopus spinipes Hewitt, 1917
- Stasimopus spinosus Hewitt, 1914
- Stasimopus steynburgensis Hewitt, 1915
- Stasimopus suffuscus Hewitt, 1916
- Stasimopus tysoni Hewitt, 1919
- Stasimopus umtaticus Purcell, 1903
  - Stasimopus umtaticus rangeri Hewitt, 1927
- Stasimopus unispinosus Purcell, 1903

## Ummidia
Ummidia Thorell, 1875
- Ummidia absoluta (Gertsch & Mulaik, 1940)
- Ummidia aedificatoria (Westwood, 1840)
- Ummidia armata (Ausserer, 1875)
- Ummidia asperula (Simon, 1889)
- Ummidia audouini (Lucas, 1835)
- Ummidia beatula (Gertsch & Mulaik, 1940)
- Ummidia carabivora (Atkinson, 1886)
  - Ummidia carabivora emarginata (Atkinson, 1886)
- Ummidia celsa (Gertsch & Mulaik, 1940)
- Ummidia erema (Chamberlin, 1925)
- Ummidia funerea (Gertsch, 1936)
- Ummidia gandjinoi (Andreeva, 1968)
- Ummidia glabra (Doleschall, 1871)
- Ummidia modesta (Banks, 1901)
- Ummidia nidulans (Fabricius, 1787)
- Ummidia oaxacana (Chamberlin, 1925)
- Ummidia occidentalis (Simon, 1909)
- Ummidia pustulosa (Becker, 1879)
- Ummidia pygmaea (Chamberlin & Ivie, 1945)
- Ummidia rugosa (Karsch, 1880)
- Ummidia salebrosa (Simon, 1891)
- Ummidia tuobita (Chamberlin, 1917)
- Ummidia zebrina (F. O. P.-Cambridge, 1897)
- Ummidia zilchi Kraus, 1955